# Автоимунитет
Автоимунитет е невъзможността на един организъм да разпознае своите собствени съставни части (чак до субмолекулни равнища) като свои, което предизвиква имунна реакция срещу неговите собствени клетки и тъкани. Всяка болест, която настъпва вследствие на анормална имунна реакция се нарича автоимунна болест.
Погрешното схващане, че имунната система на индивида не може да разпознае собствените антигени, не е ново. Паул Ерлих в началото на 20 век предлага понятието Horror autotoxicus, при което едно „нормално“ тяло не предприема имунна реакция срещу собствените си тъкани. И така всяка автоимунна реакция е възприемана за ненормална и се предполага, че е свързана с болестно състояние. В наши дни е прието, че автоимунните реакции са жизненоважни за развитието и функицонирането на имунните системи при гръбначните и играят централна роля в развитието на имунен толеранс към собствените антигени. Това се нарича „естествен автоимунитет“. Автоимунитетът не трябва да се бърка с алоимунитета.

## Автоимунни заболявания
Те представляват реакция на имунната система на организма срещу собствените молекули, при което настъпва нарушение в структурата и функцията на засегнатите клетки, тъкани и органи.
Към групата на автоимунните заболявания спадат различни форми на хроничния гломерулонефрит, хемолитичната анемия, колагенозните болести (засягащи съединителната тъкан), ревматизъм, ревматоиден артрит, дерматомиозит, склеродермия, нодозен (възлест) полиартериит, болест на Крон, захарен диабет тип 1, целиакия, лупус (вълчанка), синдром на Сьогрен, СПИН и други.
За лечение на автоимунните заболявания се използват ограничен брой лекарствени средства, които рядко водят до оздравяване, а най-често до лекарствена ремисия на болестта.